# Classe Piyavka
La Classe Piyavka est une classe de patrouilleur de marine côtière de Russie.